# Pterolophia fusca
Pterolophia fusca är en skalbaggsart som beskrevs av Stefan von Breuning 1969. Pterolophia fusca ingår i släktet Pterolophia och familjen långhorningar.
Artens utbredningsområde är Sri Lanka. Inga underarter finns listade i Catalogue of Life.